# The Way We Were (álbum)
The Way We Were es el decimoquinto álbum de estudio de la cantante estadounidense Barbra Streisand. Fue publicado en enero de 1974 a través de Columbia Records.

## Antecedentes
El concepto del álbum se desarrolló por primera vez a finales de 1973, tras el éxito de «The Way We Were», que fue compuesta específicamente para la película de 1973 del mismo título protagonizada por Streisand y Robert Redford. El compositor y productor estadounidense Marvin Hamlisch recibió el encargo de escribir la melodía de la canción, que consideró un gran desafío debido a las exigencias de Streisand. Ella había querido que él produjera la composición en tono menor, pero él la escribió en tono mayor debido a su temor de que la letra de la canción revelara la trama de la película.

## Recepción de la crítica
Un escritor no especificado de Cash Box señaló que “el paquete es una delicia de principio a fin”. Un escritor no especificado de Record World le otorgó el certificado de “Hit of the Week”, e indicó que el lado uno “está cargado de bocados orientados al pop” mientras que en el lado dos, “Barbra canta con todo su corazón sobre delicias llenas de emociones”. La revista Billboard lo nombró una selección “Spotlight” y un crítico no especificado calificó las canciones del álbum como “ricas, suaves y vitalmente vivas, pero sin ningún toque de hard rock”.

## Lista de canciones
| Lado uno |                                   |                                              |               |          |  |
| N.º      | Título                            | Escritor(es)                                 | Productor(es) | Duración |  |
| 1.       | «Being at War with Each Other»    | Carole King                                  | Tommy LiPuma  | 3:59     |  |
| 2.       | «Something So Right»              | Paul Simon                                   | Tommy LiPuma  | 4:26     |  |
| 3.       | «The Best Thing You've Ever Done» | Martin Charnin                               | Wally Gold    | 2:50     |  |
| 4.       | «The Way We Were»                 | Alan Bergman Marilyn Bergman Marvin Hamlisch | Marty Paich   | 3:29     |  |
| 5.       | «All in Love Is Fair»             | Stevie Wonder                                | Tommy LiPuma  | 3:50     |  |

| Lado dos |                                             |                                         |               |          |  |
| N.º      | Título                                      | Escritor(es)                            | Productor(es) | Duración |  |
| 1.       | «What Are You Doing the Rest of Your Life?» | A. Bergman M. Bergman Michel Legrand    | Wally Gold    | 3:17     |  |
| 2.       | «Summer Me, Winter Me»                      | A. Bergman Legrand                      | Wally Gold    | 2:56     |  |
| 3.       | «Pieces of Dreams»                          | A. Bergman M. Bergman Legrand           | Wally Gold    | 3:29     |  |
| 4.       | «I've Never Been a Woman Before»            | Tom Baird Ron Miller                    | Wally Gold    | 2:43     |  |
| 5.       | «My Buddy» / «How About Me?»                | Walter Donaldson Gus Kahn Irving Berlin | Wally Gold    | 4:09     |  |

## Posicionamiento

### Gráfica semanal
| Gráfica (1974)                            | Pico de posición |
| ----------------------------------------- | ---------------- |
| Australia (Go-Set)                        | 7                |
| Canadá (RPM Top Albums)                   | 3                |
| Japón (Oricon Albums Chart)               | 73               |
| Estados Unidos (Billboard Top LPs & Tape) | 1                |
| Estados Unidos (Cash Box Top 100 Albums)  | 1                |
| Estados Unidos (Record World Album Chart) | 1                |

### Gráfica de fin de año
| Gráfica (1974)                            | Pico de posición |
| ----------------------------------------- | ---------------- |
| Canadá (RPM Top Albums)                   | 18               |
| Estados Unidos (Billboard Top LPs & Tape) | 50               |
| Estados Unidos (Cash Box Top 100 Albums)  | 42               |

## Certificaciones y ventas
| País                  | Certificación | Ventas    |
| --------------------- | ------------- | --------- |
| Australia (ARIA)      | Oro           | 35 000    |
| Canadá (Music Canada) | Platino       | 100 000   |
| Estados Unidos (RIAA) | 2× Platino    | 2 000 000 |
| Reino Unido (BPI)     | Plata         | 60 000    |